# Coco Night
Coco Night est un album de bande dessinée humoristique de Ben Radis et Dodo, paru en 1983. C'est le troisième album de la série Les Closh.